# Mihail Șramcenko
Mihail Nikolaevici Șramcenko (în rusă Михаи́л Никола́евич Шра́мченко; n. 30 octombrie 1856, Breansk, Imperiul Rus – d. august 1919, Cernihiv, URSS) a fost un militar și om de stat rus, viceguvernator al guberniei Basarabia (1906-1907). 

## Biografie
Acesta s-a născut în 1856, provenind dintr-o veche familie nobilă ucraineano-polonă. A studiat la Academia Militară Mihailovski. S-a retras în 1890, cu gradul de locotenent. S-a angajat ulterior în serviciul public. 
În 1906 este numit viceguvernator al Basarabiei. Din această funcție a suprimat brutal mișcarea revoluționară de la Chișinău. A devenit membru activ al Uniunii poporului rus, o organizație proțaristă de extrema dreaptă, ultranaționalistă, ortodoxistă și antisemită. Din acest motiv a fost numit în 1907 guvernator al guberniei Nijni Novgorod. A condus într-un mod autoritar, dar obedient față de regimul țarist, motiv pentru care a fost victima unei tentative de asasinat a revoluționarilor socialiști. 
Din cauza aventurilor sale amoroase, soția sa a depus o plângere la Senat, scandal în urma căruia a fost demis din funcție și numit guvernator al guberniei Vologda, în anul 1913. A condus cu mână de fier, fiind demis ulterior.
În urma Revoluției din Octombrie, s-a stabilit în Republica Populară Ucraineană, la Cernihiv. După ce bolșevicii au cucerit orașul, a fost arestat și executat, în 1919.